# Leptophlebia simplex
Leptophlebia simplex is een haft uit de familie Leptophlebiidae. De wetenschappelijke naam van de soort is voor het eerst geldig gepubliceerd in 1936 door Navás.
De soort komt voor in het Oriëntaals gebied.